# 日本の住宅
日本の住宅（にほんのじゅうたく）について論じる。

## 上代以前の住宅

### 旧石器時代

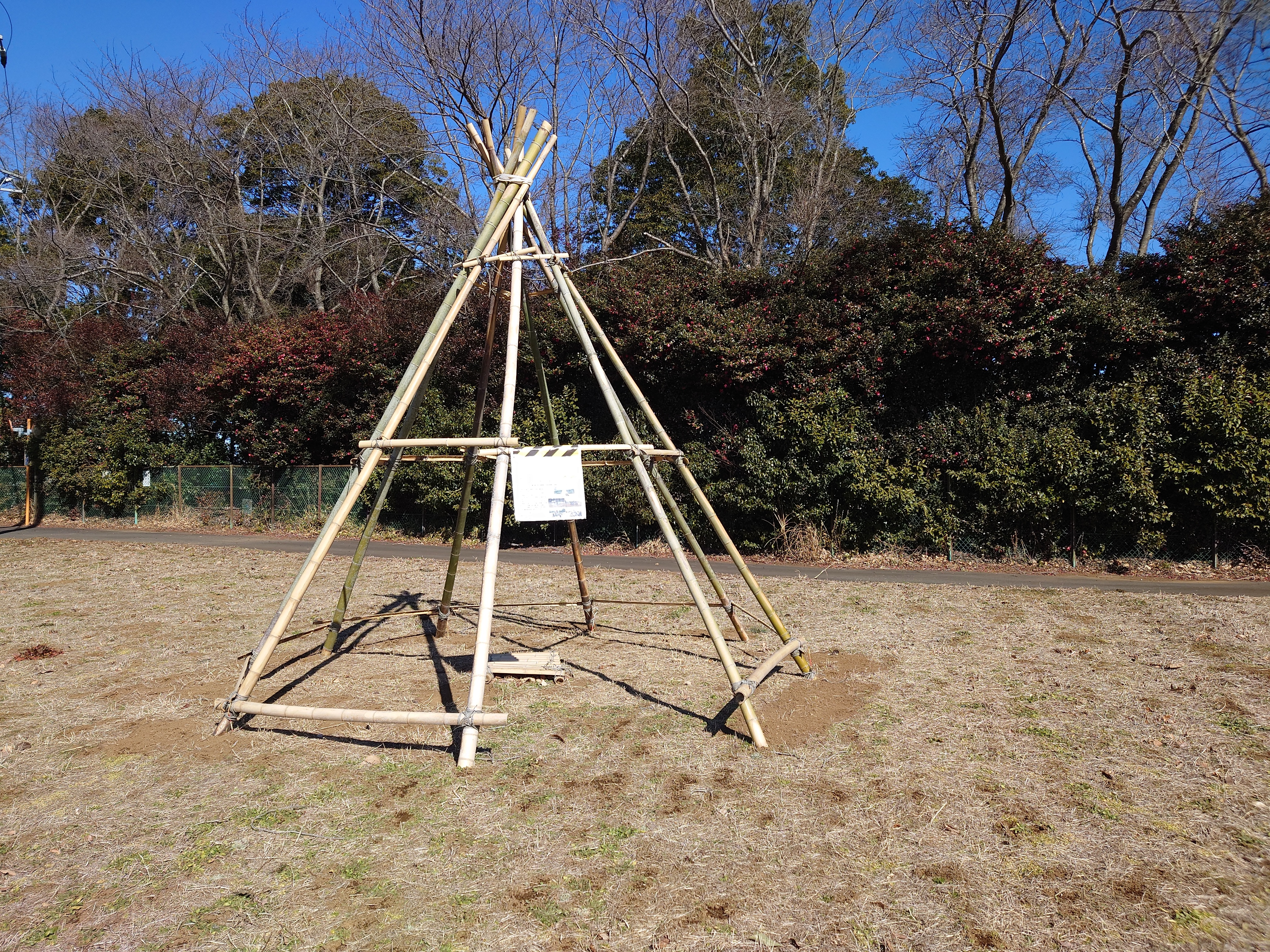
千葉工業大学創造工学部の八馬 智の研究室メンバーが、墨古沢遺跡（千葉県印旛郡酒々井町）の史跡指定地内で2024年（令和6年）に設置した旧石器時代の復元テント（防風対策のため骨組みのみ）。遊動生活を送る旧石器時代人は、多くの場合このような簡易な住まいで生活していたと考えられている。

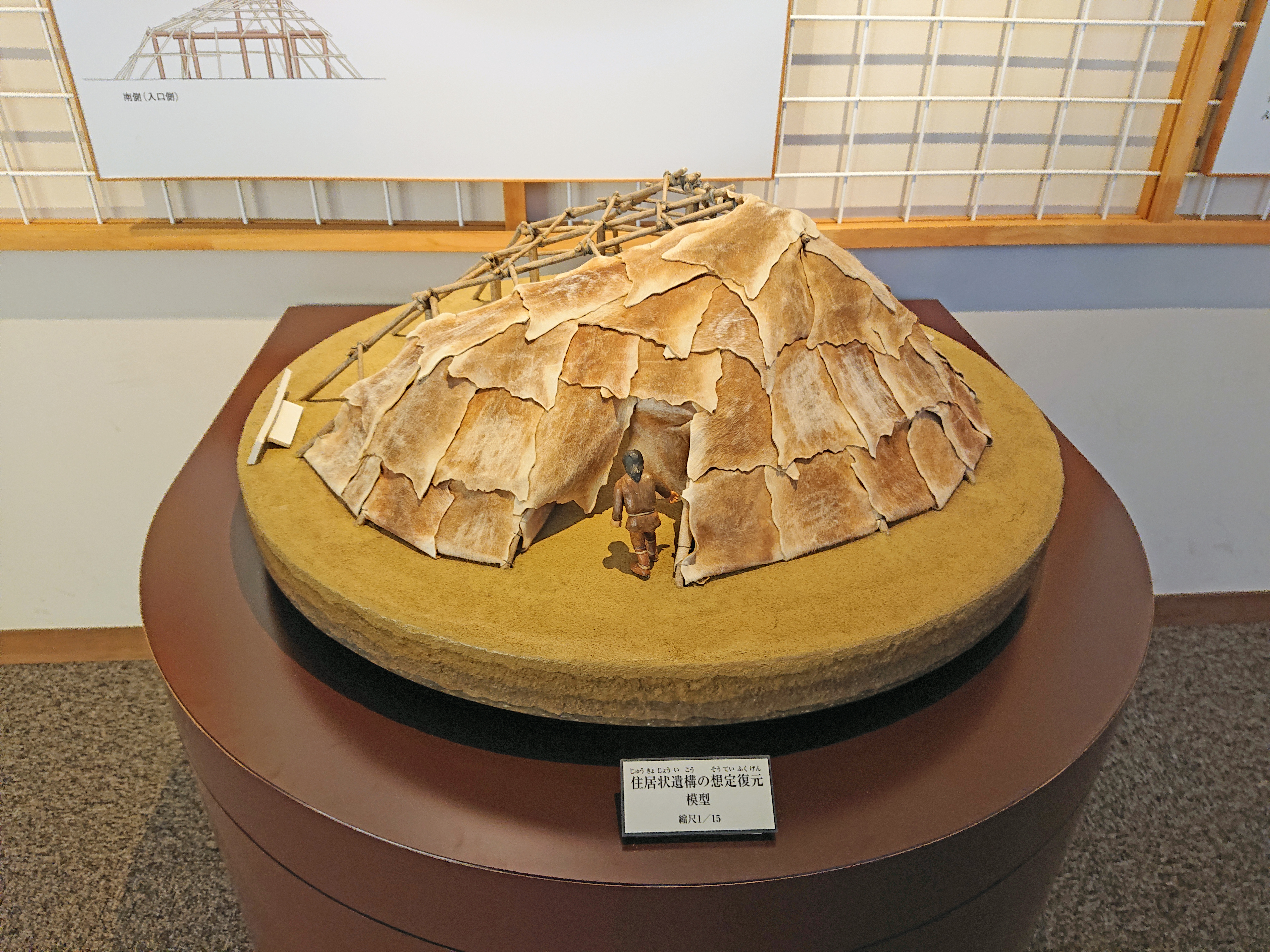
田名向原遺跡で検出された旧石器時代の平地建物の復元模型（神奈川県相模原市・旧石器ハテナ館内）

旧石器時代の日本列島においては定住生活が営まれておらず、移動生活のなかではテント状の簡易な施設が用いられたと考えられている。住居等の建物の遺構が検出されるのは極めて稀で、建物遺構として確実視されるものは、約2万年前に遡る神奈川県相模原市の田名向原遺跡（国の史跡）の平地建物や、大阪府藤井寺市のはさみ山遺跡の竪穴建物など、10例程度しか発見されていない。

### 縄文時代
縄文時代には定住が発達し、集落内に竪穴建物や掘立柱建物（平地建物・高床建物）が現れる。また、山形県東置賜郡高畠町の押出遺跡（おんだしいせき）など、一部地域では、縄文時代前期での壁建ち建物の存在も確認されている。時期が確実なもっとも古い竪穴建物は、鹿児島県の三角山遺跡や栃木県の野沢遺跡などの、約1万4000年～1万3400年前のものである。

### 弥生・古墳時代

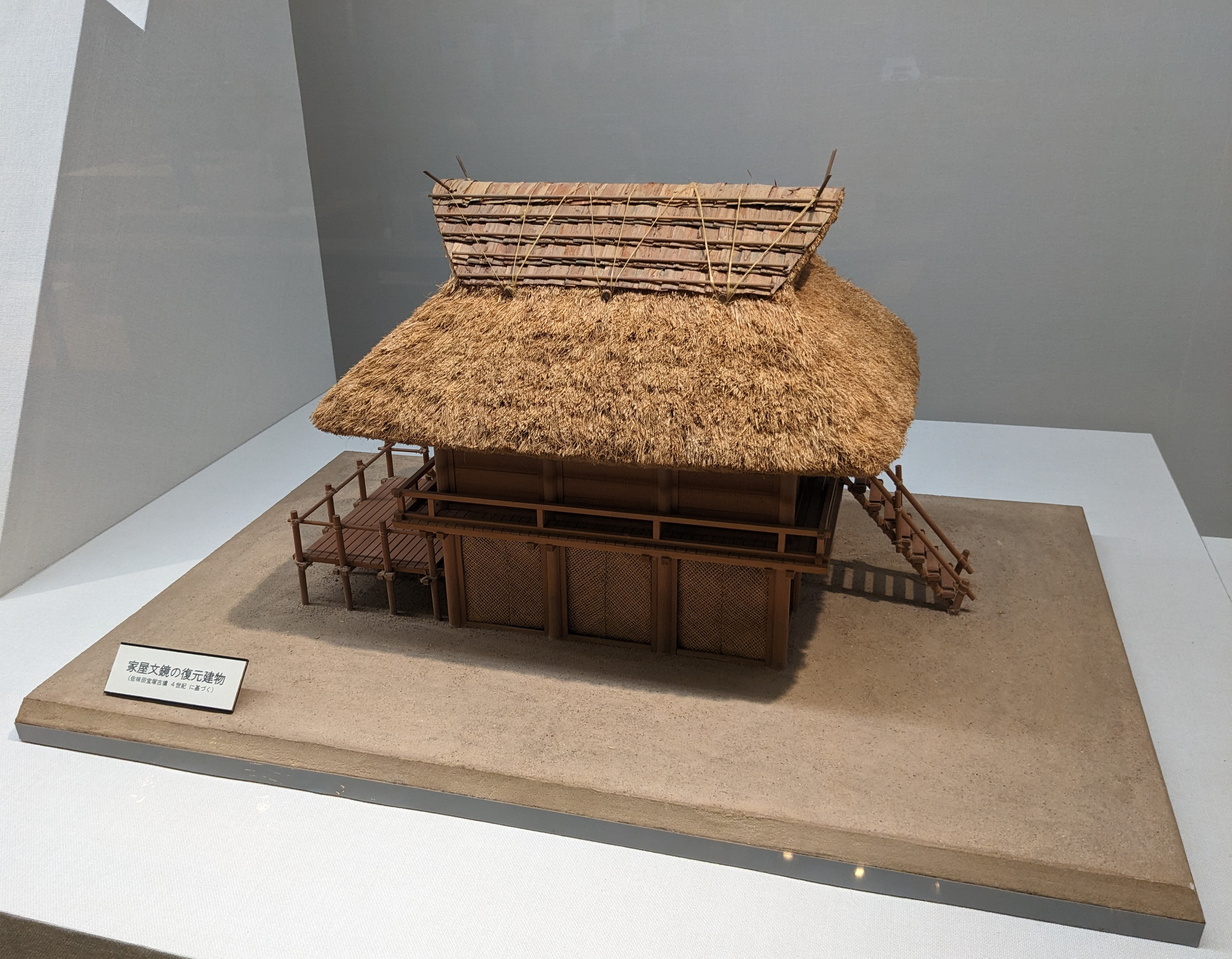
家屋文鏡復元建物（橿原考古学研究所附属博物館所蔵）

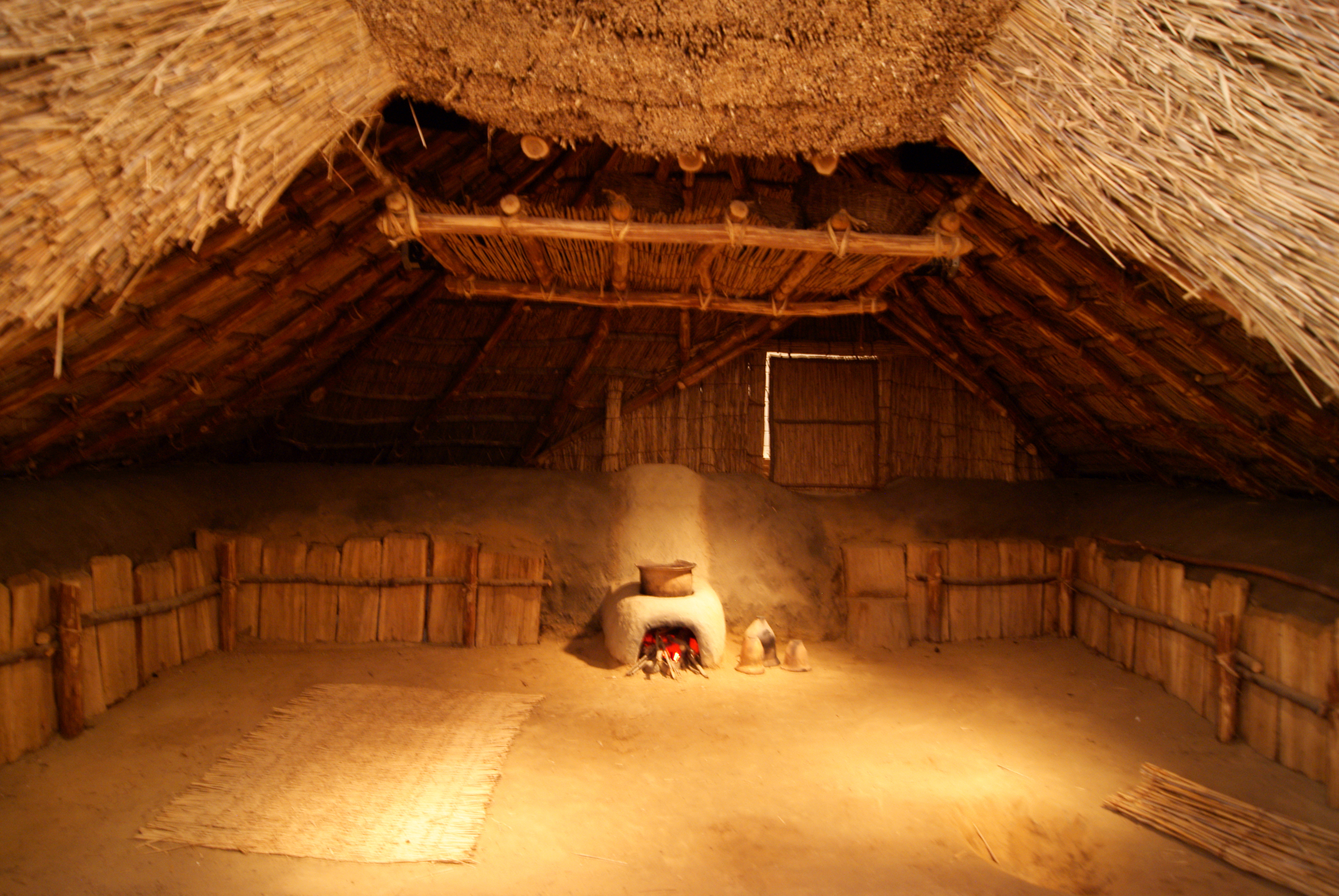
北海道釧路市の北斗遺跡の擦文時代の竪穴建物復元模型内部（史跡北斗遺跡展示館展示）。奥壁中央に造り付けカマドがある。

日本列島で本格に稲作の開始された弥生時代および次代の古墳時代は、引き続き定住集落が営まれ、民衆の住宅や作業場・倉庫等となる、様々な建物（竪穴建物など）が建築された。
弥生時代から古墳時代前期（4世紀）までは、住宅建築（竪穴建物など）における調理施設（台所）は、建物の中央の床面に造られた炉（地床炉）が主流であった。しかしその後、古墳時代中期（5世紀）に朝鮮半島より竪穴建物への「造り付けカマド（竈）」が導入されると、それまでの炉を用いた調理より熱効率がよく、当時の調理様式に「台所革命」とも評される劇的な変化を与えたと見られ、日本列島の広範囲に爆発的に普及した。
5世紀半ば段階では、早々にカマド付き竪穴建物を取り入れて成立した神奈川県横浜市都筑区の矢崎山遺跡集落などの例もあるものの、集落遺跡におけるカマド普及率はなお全国で10%、関東地方で4%程度だったが、次の古墳時代後期（6世紀）段階には全国で72.4%、関東地方で90%超の普及率となった。他の調理用具にも変化をあたえ、それまで丸胴だった土師器甕はカマドに据えやすくするために長胴化し、蒸し器の甑が普及し、それまで高坏が主流だった盛付け用の食器も丸底の坏（手持ち食器）が主流となっていった。
また、各地の首長（豪族）が、竪穴建物・掘立柱建物から構成される一般の集落とは離れた場所に、大規模な敷地と大型建築を伴う居館（豪族居館）を築くようになった。豪族居館の代表的な例としては、5世紀後半の群馬県・三ツ寺I遺跡のものが知られている。佐味田宝塚古墳から出土した家屋文鏡には、当時の支配者層の住宅とみられる建造物が描かれる。
この当時の住宅等の建物は、多くが竪穴建物と認識される事が多い。しかし群馬県渋川市の黒井峯遺跡では、6世紀前半（古墳時代後期）の榛名山噴火で、集落が一瞬で厚い火山灰に埋もれたため、当時の生活面（遺構面）が後代の削平を受けずに遺存したが、そこで検出された建物の遺構は、竪穴建物5棟・高床建物8棟に対し、平地建物が36棟と圧倒的に多く、古代当時の集落の建物構成や集落景観を検討する際に考慮すべき点であると指摘されている。

### 飛鳥・奈良時代
7世紀より、近畿地方では掘立柱建物が住宅建築として普遍化していった。奈良文化財研究所の道上祥武は、「6世紀後半以降の積極的な大陸文化の摂取と、これに伴う中央からの働きかけがあった」ことがその契機であろうと論じている。平城京のような都城においては、長屋王邸に代表される貴族の大規模な邸宅が営まれたほか、下級官人や庶民も細分された区画に住宅を築いた。法隆寺東院伝法堂は、聖武天皇夫人である橘古那可智の邸宅であったものが移設されたものと伝わり、平井聖は「家屋文鏡の高床住居、大嘗宮正殿の両方に関連があるようにみえる」と論じる。

## 平安期から近世の住宅

### 邸宅建築

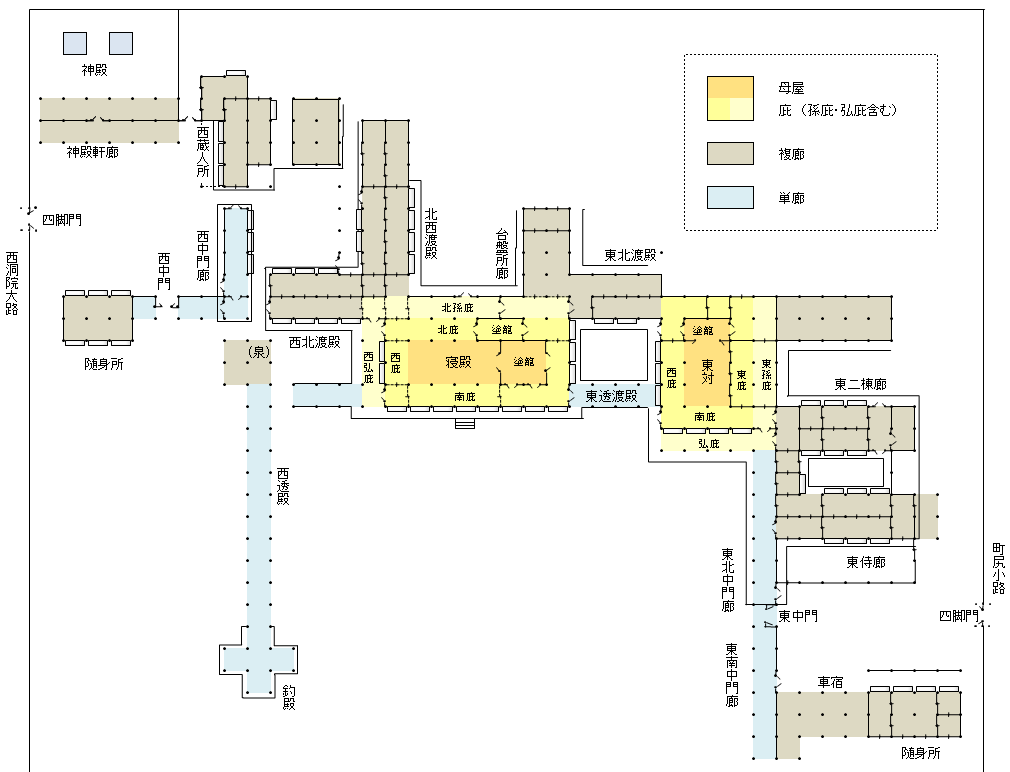
東三条殿平面図（川本重雄案）

平安時代には、貴族の邸宅としていわゆる寝殿造が営まれるようになる。理念的には、寝殿造は南面した主屋（寝殿）を中心として、東西および北に対屋を巡らせた建築である。平城京・平安京の内裏は左右対称であったが、貴族邸宅としてこうした理想的なプランが実際に建造されたかどうかははっきりとしない。川本重雄によれば、寝殿造の特徴は「壁や窓がほとんどない開放的な列柱空間の建物で構成されている」点にあり、これは『正倉院文書』の記述から復原される藤原豊成板殿や、法隆寺西院東室や元興寺極楽坊禅室のような住坊にみられる、各部屋が壁と扉、連子窓で囲われて閉じた空間となっている奈良時代の平面構造とは異なるものである。
寝殿造の平面構造は正月大饗のような大儀式に対応してつくられたものであるため、これが貴族一般に普及する中で、住空間を成立させるための新たなシステムが確立していった。それまで寝殿造には押し上げ式の扉である蔀戸が用いられ、空間を区切る際には屏風や几帳、障子といった独立式の建具が用いられていたが、その後10世紀後半には引き戸である遣戸が発案された。柱間にはめこむ引き戸式の仕切りの導入に応じて、邸宅の柱間寸法は縮小した。

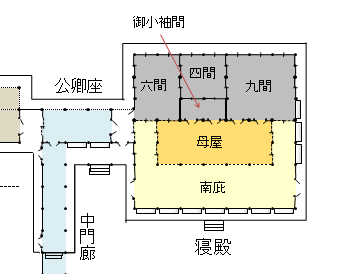
足利義教の室町殿（川上貢復元図）

平安時代末には、寝殿造に対屋にかわって小寝殿があらわれる。藤田勝也は、小寝殿について「居所としての機能を最優先させることにおいて特徴付けられる股舎であった」と論じ、寝殿造の形態が貴族の私的生活の側面から変化していったことの重要性を示す例としてこれを評価する。中世期には、弘御所・侍・会所といった、従来の寝殿造にはみられない建築名称が現れるようになった。藤田盟児は、会所の淵源を平安時代末より武家住宅にみられたデイとよばれる接客用の部屋にもとめ、これが室町時代に会所となったと論じる。
また、おもに日常生活の場として供された寝殿の北面が拡大していき、室町時代には従来の母屋・庇構造がはっきりしなくなった。天井が張られるようになったことも関連して間仕切りは自由なものとなっていき、寝殿についても「主殿」と呼称されるようになった。平井のように、中世の主殿を中心とする、台所・厩・遠侍などを配した邸宅を主殿造と呼ぶことを提唱する論者がいる一方で、太田博太郎は、主殿造の差異は寝殿造と書院造のように大きなものではなく、また、この用語が書院造と対等の概念として用いられてきた歴史的経緯（cf. 家屋雑考）からも、「主殿造」という呼称は混乱を招くものであり、小分類としても用いるべきでないとの見解をみせている。

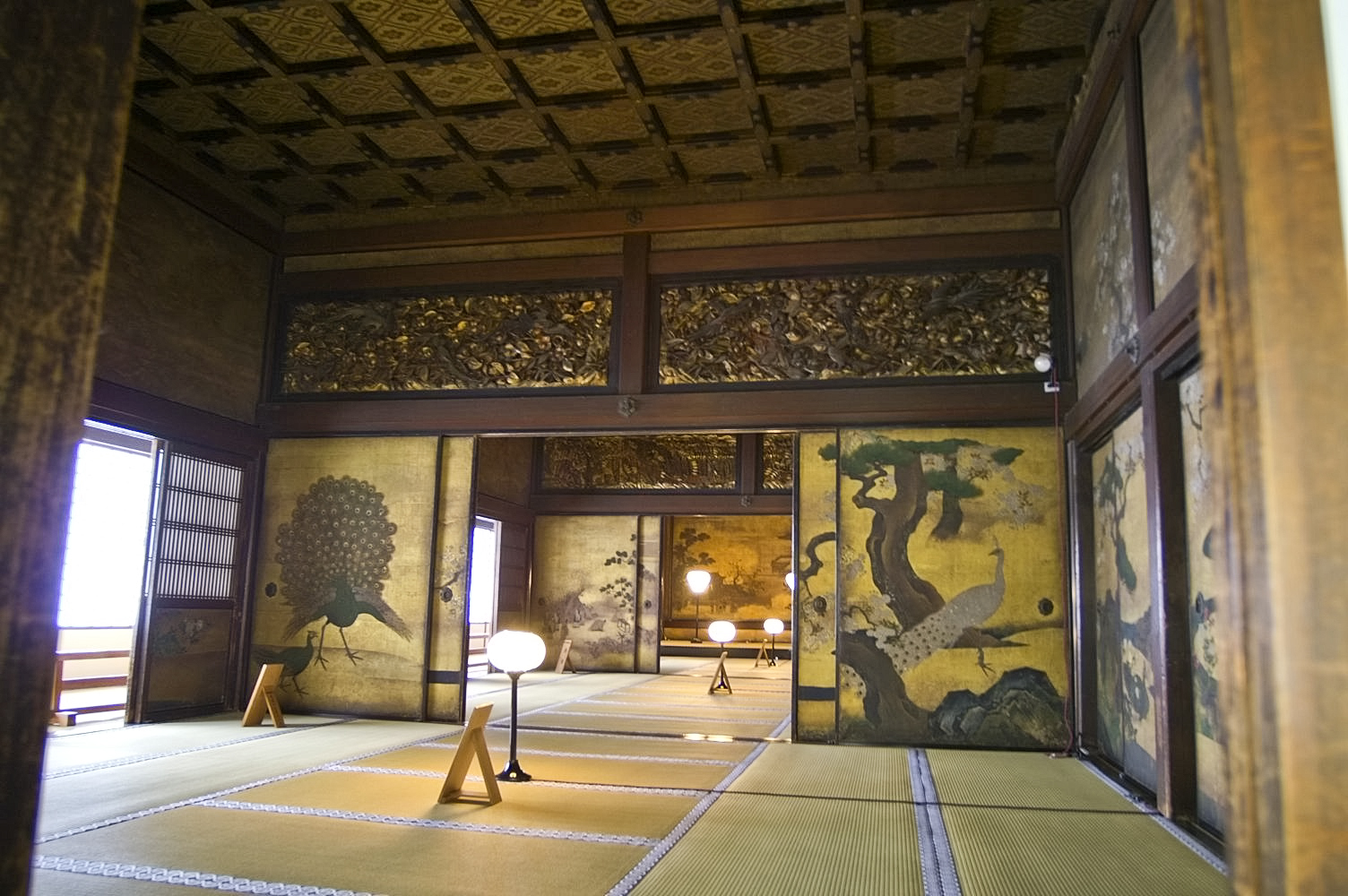
西本願寺白書院

書院造の定義は明瞭ではなく、たとえば太田は平井が論じるところの主殿造についても書院造の一部としている。藤田盟児も同様であり、書院造は座敷の存在によって定義づけられるものであると論じ、その成立を鎌倉時代にもとめる。平井は1600年の前後50年を主殿造と書院造の過渡期であると考え、この時代に室内の対面の場が拡大し、こうした儀式の場としての広間が機能しはじめたと論じる。平井は、1657年（明暦3年）に宇和島藩江戸中屋敷書院がつくられるころには、近世住宅の中心建物である書院の、「対面の場である座敷飾を備えた主室と、次の間からなる一列型平面」という典型的構成が確立したとする。平井によれば、近世住宅を特徴づけるもっとも重要な要素は、座敷飾である。聚楽第以降の、近世の書院造においては、座敷には押板・違棚・付書院・帳台構えが備えられ、これがひとつでも欠けるものは略式座敷とみなされるようになった。
また、近世には茶室建築の影響を受け、従来の寝殿造・書院造の様式から脱却した数寄屋造の住宅が築かれるようになった。特に江戸時代中期以降、豪華絢爛な書院造は営まれなくなり、かわって数寄屋造の影響を多分に受け、施主や工匠の意向が反映された数寄屋風書院造（これも数寄屋造とよぶ）が広く普及した。数寄屋風書院においては、たとえば床柱に普通の角柱ではなく丸太や黒柿、自然木といった特殊な材（銘木）がつかわれるほか、違棚もさまざまに変化した複雑な形態となっている。また、書院造では釘隠に六葉金物を用いる一方で、数寄屋風書院では千差万別となる。

### 上代以後の庶民の住宅

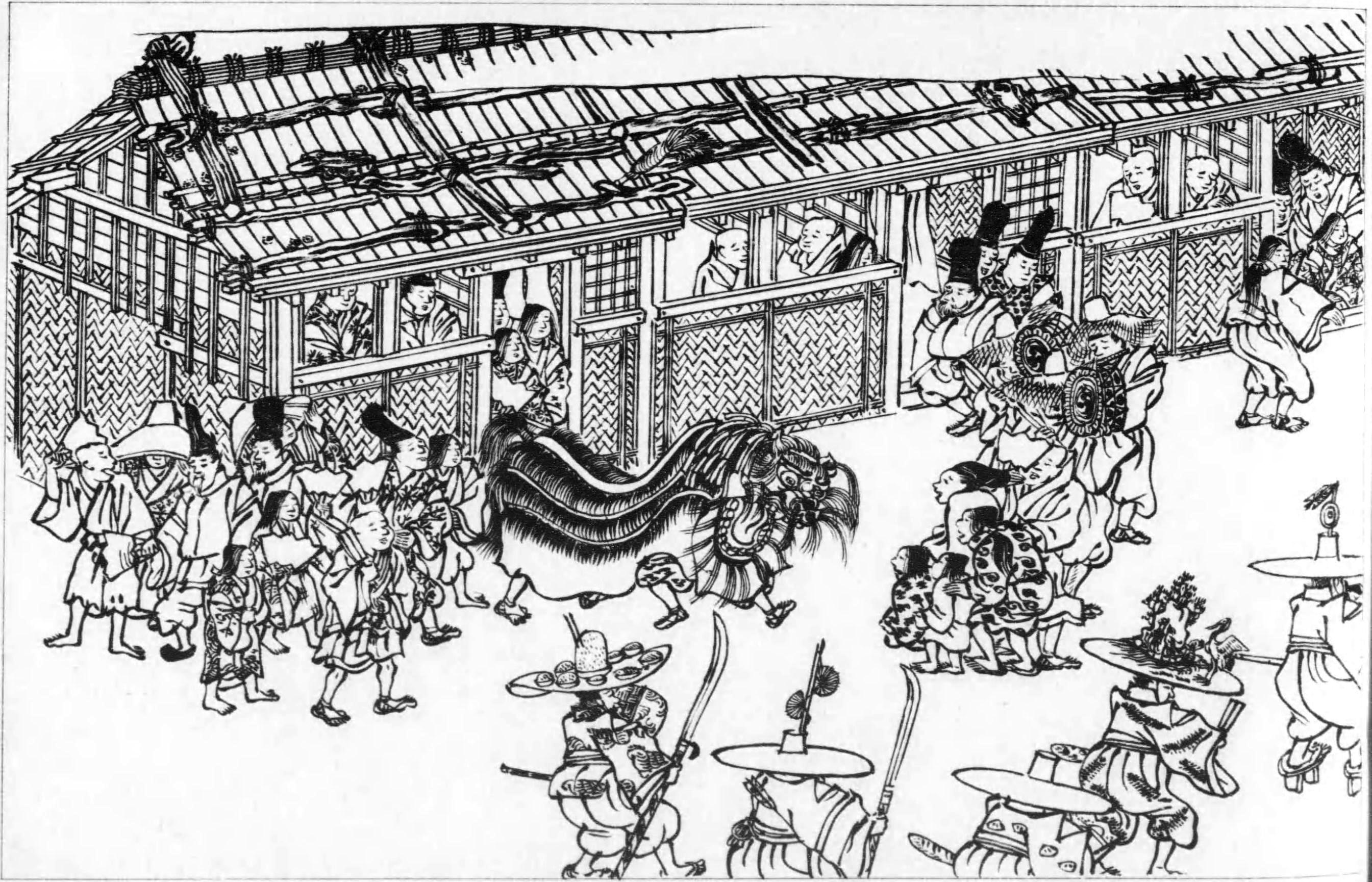
『年中行事絵巻』にみえる平安京の民家

庶民の住宅を民家と総称する。民家は、大別して農家と町家に分けられる。平城京や平安京においては、都市の庶民は細分化された小区画に町家を建てた。これらの住宅の外観が具体的に明らかになるのは平安時代の後半、『年中行事絵巻』によってである。その他、『信貴山縁起絵巻』などを見るに、古代末から中世はじめにかけての町家は、奥に通じる土間（通り庭）に沿い、3室をかまえる平面を基本としていることがわかる。この基本的平面構造はその後も踏襲された。室町時代ごろより、京都では3階建ての民家があらわれはじめた。さらに、近世に入ると江戸などで、外壁を白く塗った3階建ての建築があらわれ、それまで板葺きであった屋根も、大都市においては瓦葺きに変化していった。
古代・中世の農家については史料が限られるが、平安時代末期の『信貴山縁起絵巻』には、都から信貴山に向かうまでの道中に板葺き・切妻屋根の平地住居が描かれている。鎌倉時代の『一遍聖絵』には日本各地の民家が描かれるが、やや類型化されており、必ずしも写実的とはいえない。

## 近代の住宅

### 邸宅建築

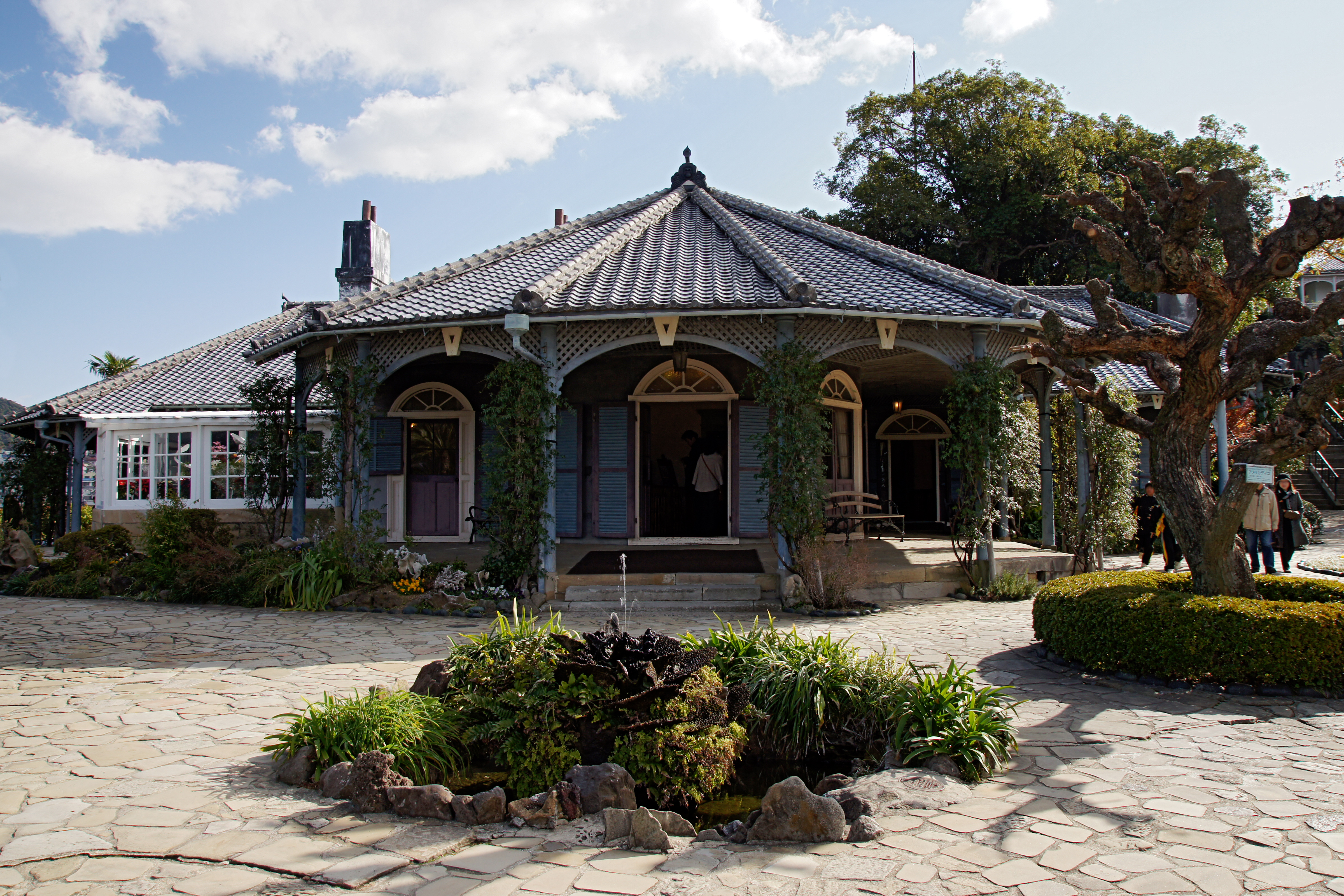
グラバー邸

安政五カ国条約では、開港場である長崎・神戸・横浜・新潟・函館に居留地を設けることが定められた。これらの居留地は日本の一部でありながら、人口のほとんどを西洋人が占める特殊な地域として成立した。これらの居留地には、ベランダコロニアル様式とよばれる住居建築がつくられた。これは、イギリス人がインドにおいてつくりあげた様式を起源とするもので、ベランダを張り出し、その上に深く庇を差し出すことで直射日光を防ぐ目的があった。ベランダコロニアル様式は、広東、香港、上海といった東アジアの開港場や居留地において広く築かれた。1863年に建造された長崎のグラバー邸は日本におけるベランダコロニアル建築の最初期の事例である。また、日本のもうひとつの代表的なコロニアル建築として、下見板コロニアル様式がある。この様式を特徴づける、板同士を鳥の羽根のように重ね合わせて段差をつける下見板張りの起源はスウェーデンもしくはイングランド南東部にあると考えられており、アメリカを通して日本に伝来した。

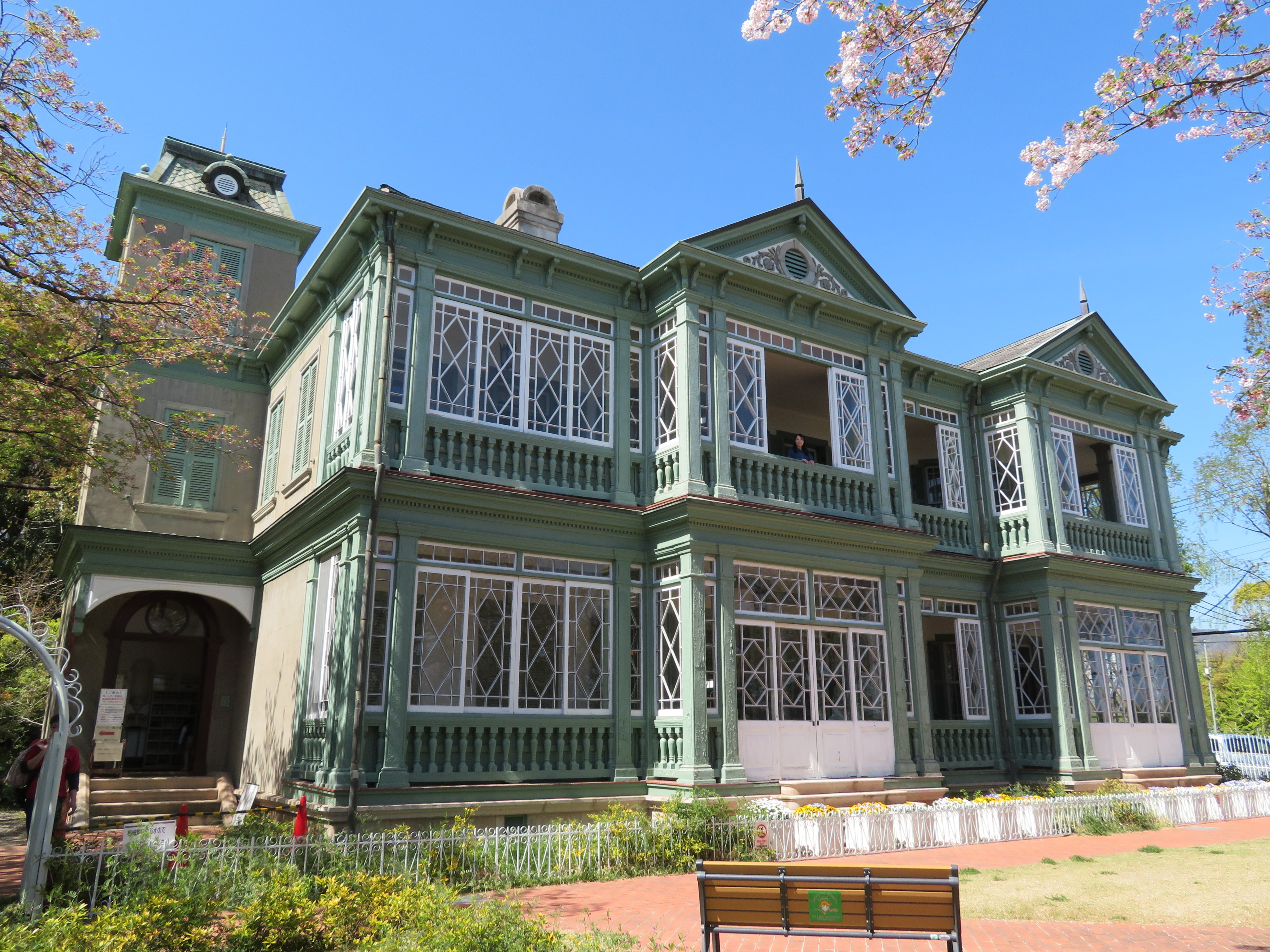
ハンター邸

明治中期には、ベランダコロニアル様式と下見板コロニアル様式が融合した「下見板ベランダコロニアル様式」が現れる。神戸で建築に従事したアレクサンダー・ネルソン・ハンセルはこの様式を好んだことで知られ、1902年（明治35年）竣工のハッサム邸などを設計している。しかし、ベランダコロニアル建築は、熱帯にあわせてつくられた建築であり、冬に冷え込む日本の気候にはあまり適合していなかった。そのため、ハッサムの仕事を最後として、こうした建築は姿を消す。その後、洋館のベランダ部分は屋内に取り込まれるようになり、1903年（明治36年）竣工のシャープ邸や1907年（明治40年）のハンター邸等においては、ベランダは屋内に取り込まれ、サンルームのようになっている。

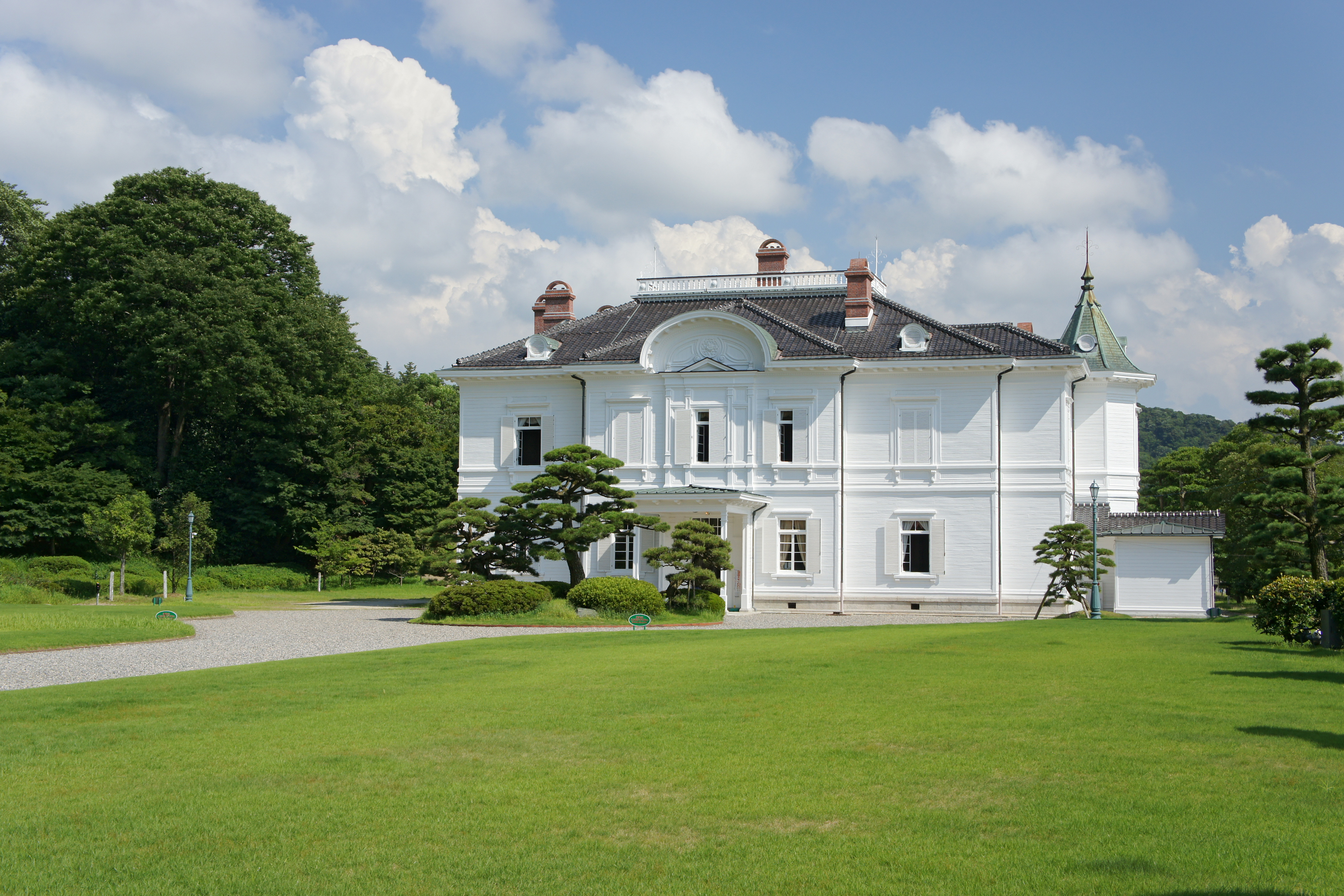
仁風閣

また、明治期には外国人だけでなく、華族のような日本人の特権階級も、こうした洋風邸宅を構えるようになった。たとえば、1872年（明治5年）の毛利邸や、1877年（明治10年）の西郷従道邸などが初期の例として挙げられる。ジョサイア・コンドルも、1884年（明治17年）の有栖川宮邸・北白川宮邸にはじまり、岩崎久弥邸（1896年・明治29年）や古河邸（1917年・大正6年）といった多くの邸宅を手掛けている。コンドルの薫陶を受けて育った日本人建築家も同様に邸宅建築を多く築いた。たとえば、辰野金吾の渋沢栄一邸（1888年・明治21年）や、片山東熊の仁風閣（1907年・明治40年）などがそうである。
当時の日本の上流階級は、洋館を応接用の建物として用いて、普段の生活は併設された和館でおこなうことが多かった。和館と洋館を併置する当時のこうした構成は、「和洋併置式邸宅」と呼ばれる。彼らにとって、伝統的な書院造の和館は旧幕時代以来のステータスシンボル、洋館は新時代のステータスシンボルであった。この形式の邸宅は明治20年代には上流層の住まいとして一般的なものとなった。それにともない、洋館は大邸宅だけでなく比較的小規模な邸宅にも設けられるようになり、1室だけの洋館がすえつけられた家屋すら登場した。

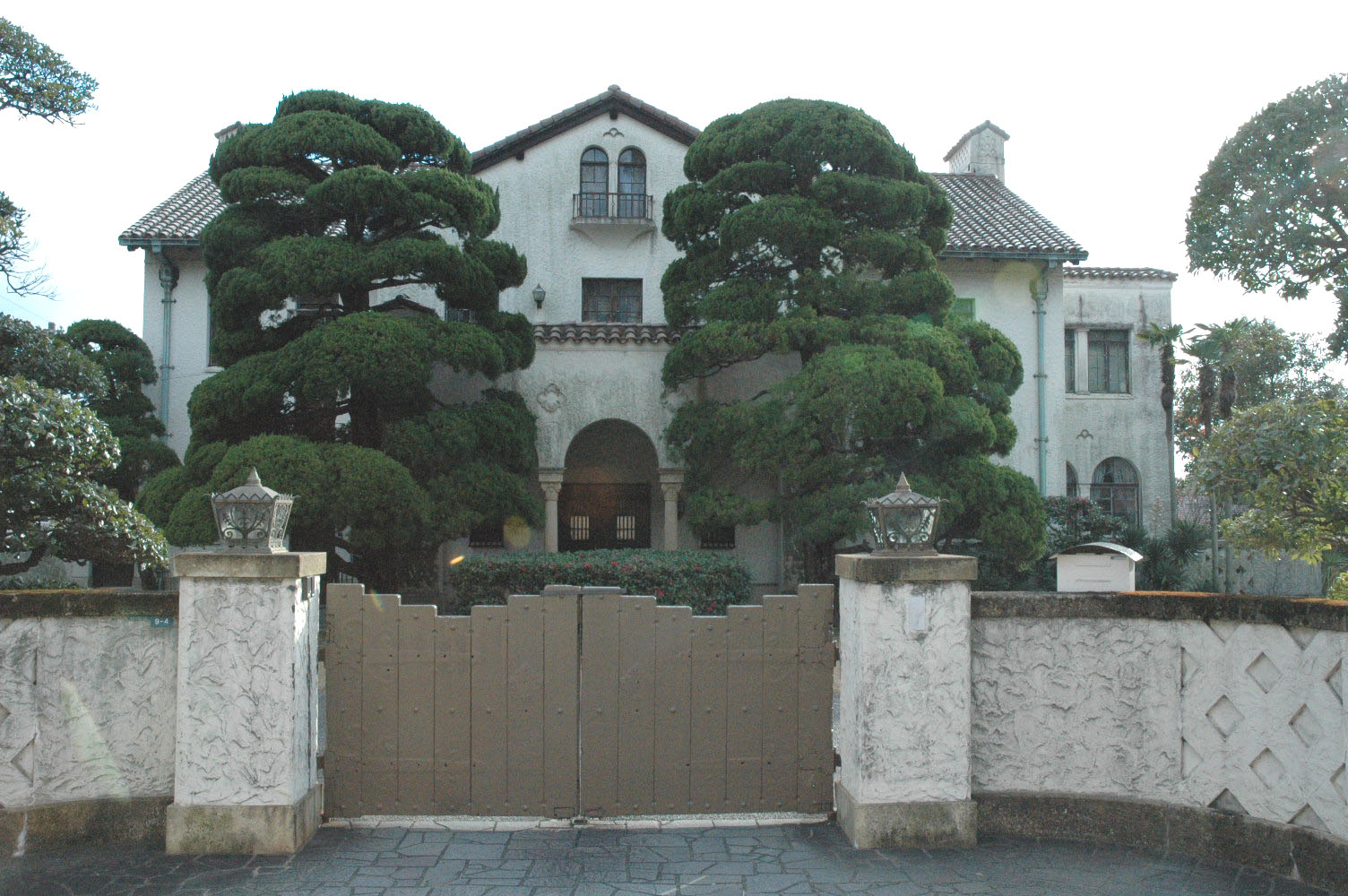
小寺敬一邸

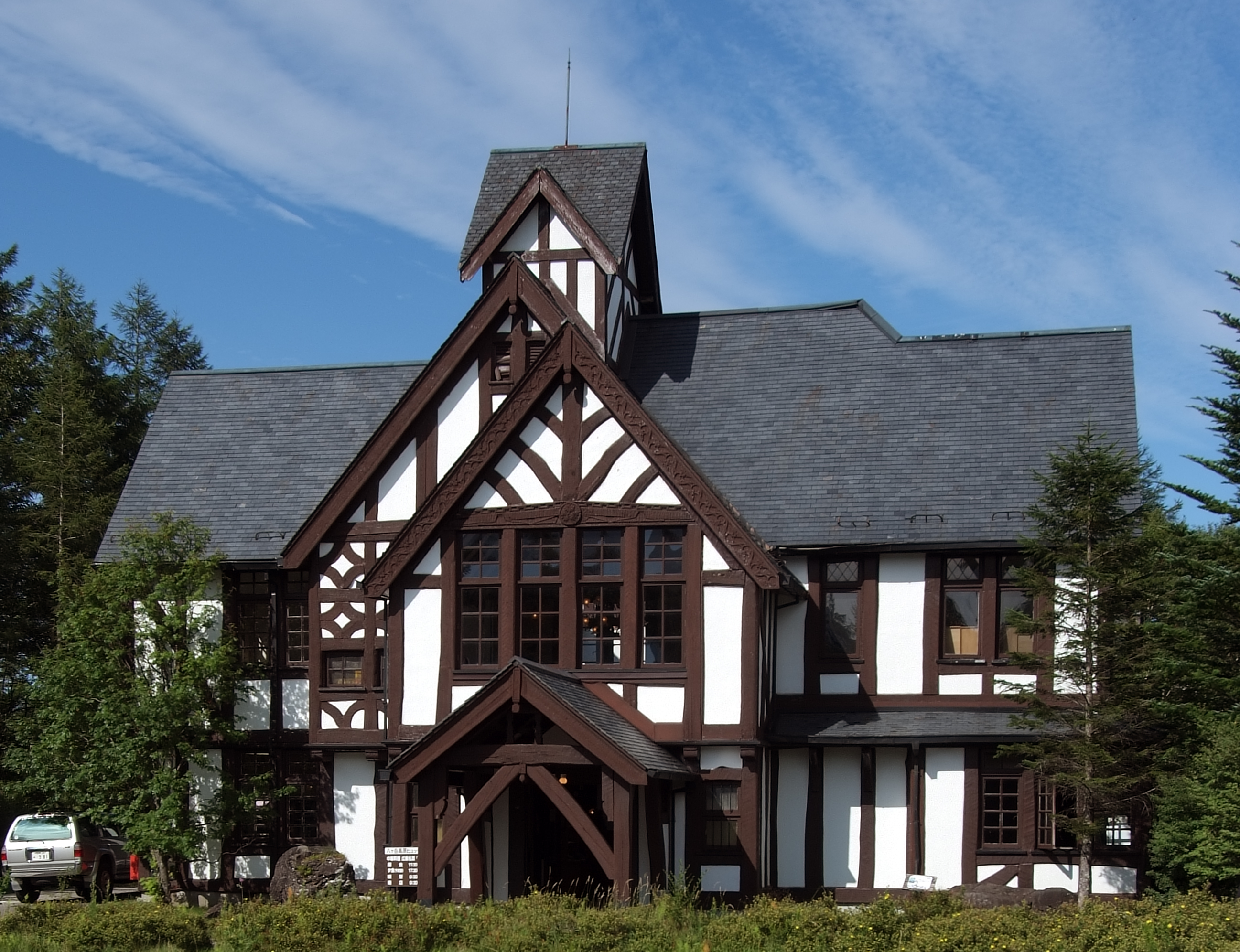
徳川義親邸

邸宅のような私的な建築においては、いくつかの特徴的な様式が移入された。たとえば武田五一が福島行信邸（1905年・明治38年）でもちいたアール・ヌーヴォーはその一例である。また、野口孫市も、伊庭貞剛邸（1905年・明治38年）や田辺貞吉邸（1908年・明治42年）などにアール・ヌーヴォーの意匠を採用している。また、スパニッシュ様式とチューダー様式も、この時期の住宅・邸宅建築でよくみられるものである。スパニッシュ様式は1920年代から30年代にかけてアメリカで流行した形式で、日本においては1922年（大正11年）の住宅改造博覧会に出品されたものがはじめてだった。大林組やあめりか屋などにより、建売住宅として多くのスパニッシュ様式の住宅が建造されたほか、邸宅建築としてもウィリアム・メレル・ヴォーリズの朝吹常吉邸（1925年・大正14年）、駒井卓邸（1927年・昭和2年）、小寺敬一邸（1929年・昭和4年）、曽禰中條建築事務所の小笠原長幹邸（1927年・昭和2年）などが建てられた。チューダー様式は明治30年代後半ごろから流行し、ジョサイア・コンドルによる自邸（1903年・明治36年）、田辺淳吉による晩香廬（1916年・大正5年）、渡辺仁による徳川義親邸などが建てられた。
また、大正期から昭和期には、いわゆる「近代数寄者」らによって、茶の湯を中心とする和風サロン文化が形成されはじめた。さらに、足立康と福山敏男らにより、日本建築史の研究対象が社寺建築のみならず、それ以外の私的建築まで広がったことも影響し、昭和初期には建築界で茶室が注目をあびるようになる。堀口捨己は紫烟荘（1927年・昭和2年）で、アムステルダム派風の茅葺屋根建築を茶室の意匠と組み合わせたほか、岡田邸（1933年・昭和8年）や山川邸（1938年・昭和13年）といった多くの茶室・数寄屋建築を手掛けた。また、吉田五十八は部材を省略して構成のモダン化を図った「新興数寄屋」を提唱し、吉屋信子邸（1936年・昭和11年）などを建造した。

### 庶民の住宅

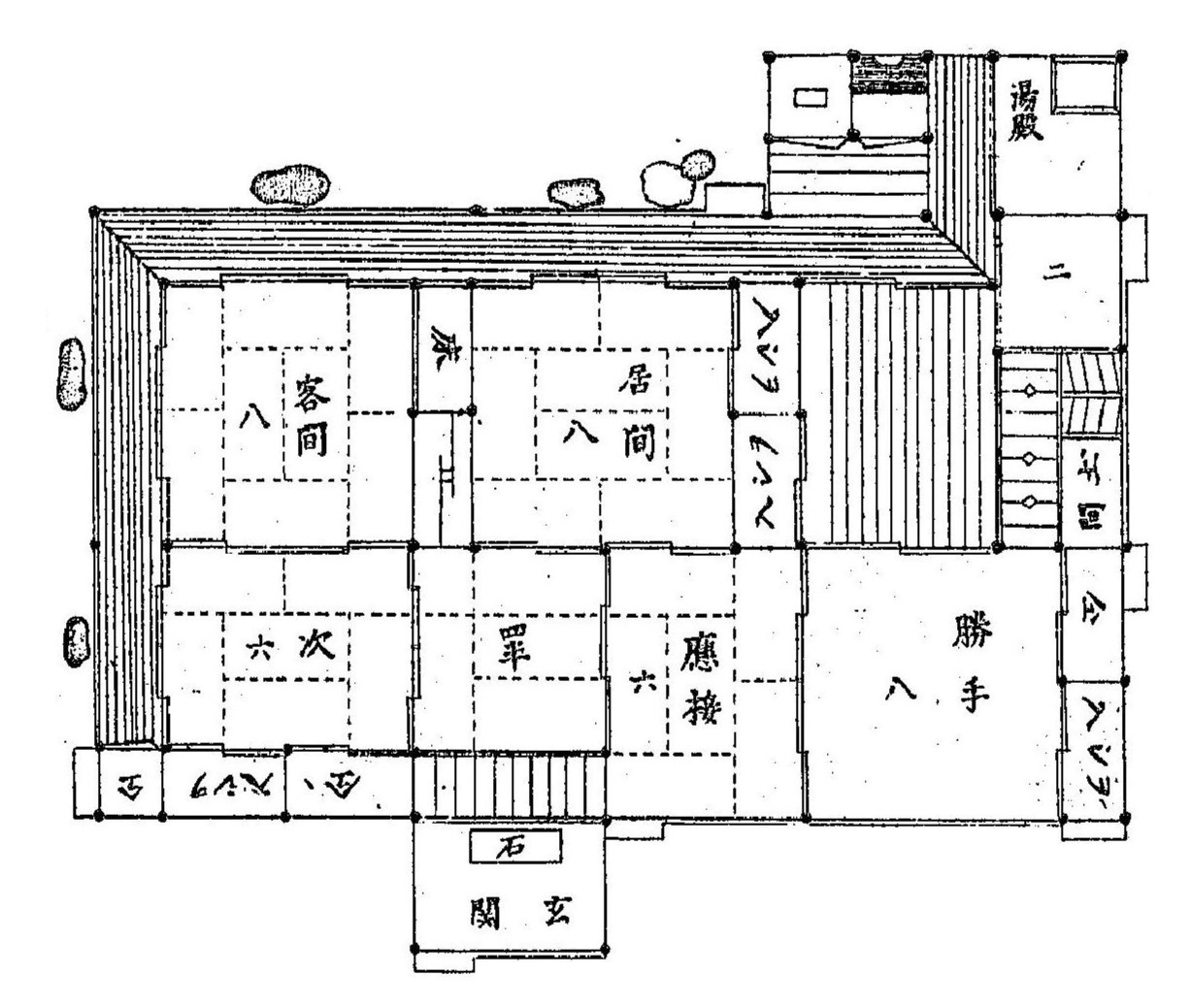
和風住宅の一例（1904年・明治37年）

明治期の中流階級の住まいは、江戸期下級武士の侍屋敷、さらに遡れば書院造を原型とするものであった。これらの家屋は、各部屋の通り抜けを前提とする、襖と障子、あるいは板戸で区切られた間取りを有しており、客間と主人の部屋を特に重視し、居間や使用人の部屋といったその他の場をないがしろにする傾向があった。和風住宅が有していたさまざまな問題は批判の対象となり、たとえば1898年（明治31年）には『時事新報』で「家屋改良論」、1903年（明治36年）には『建築雑誌』上で在来住宅批判が次々と発表された。これらの批判は、声の筒抜けの不都合、通り抜けの不都合、部屋の機能の不明確さなどを問題とするものであった。
田辺淳吉は新しい住宅のありかたを西洋の例に求めようと、1908年（明治41年）にオーストラリアの中小住宅を紹介した。田辺は間取りの中央に廊下が走る平面構造に注目し、通り抜けの都合や部屋の独立性といった、従来の和風住宅に向けられていた問題点をこの手段をもって解決できるのではないかと論じた。1910年（明治43年）には早くも田辺の主張を実際の間取りに取り入れたと考えられる例が現れはじめ、明治末期頃からは中廊下型住宅が急速に普及していくこととなる。廊下の存在は家族間、あるいは家族と使用人の間のプライバシーを確保した。加えて、この時代の中流住宅には、玄関脇に洋風の応接間が置かれることも多かった。応接間は和洋併置式邸宅を中流住宅向けに縮小したものであるとともに、それまでの住まいにおいて中心的位置を占めていた客間を、ほかの空間から独立させる意味があった。

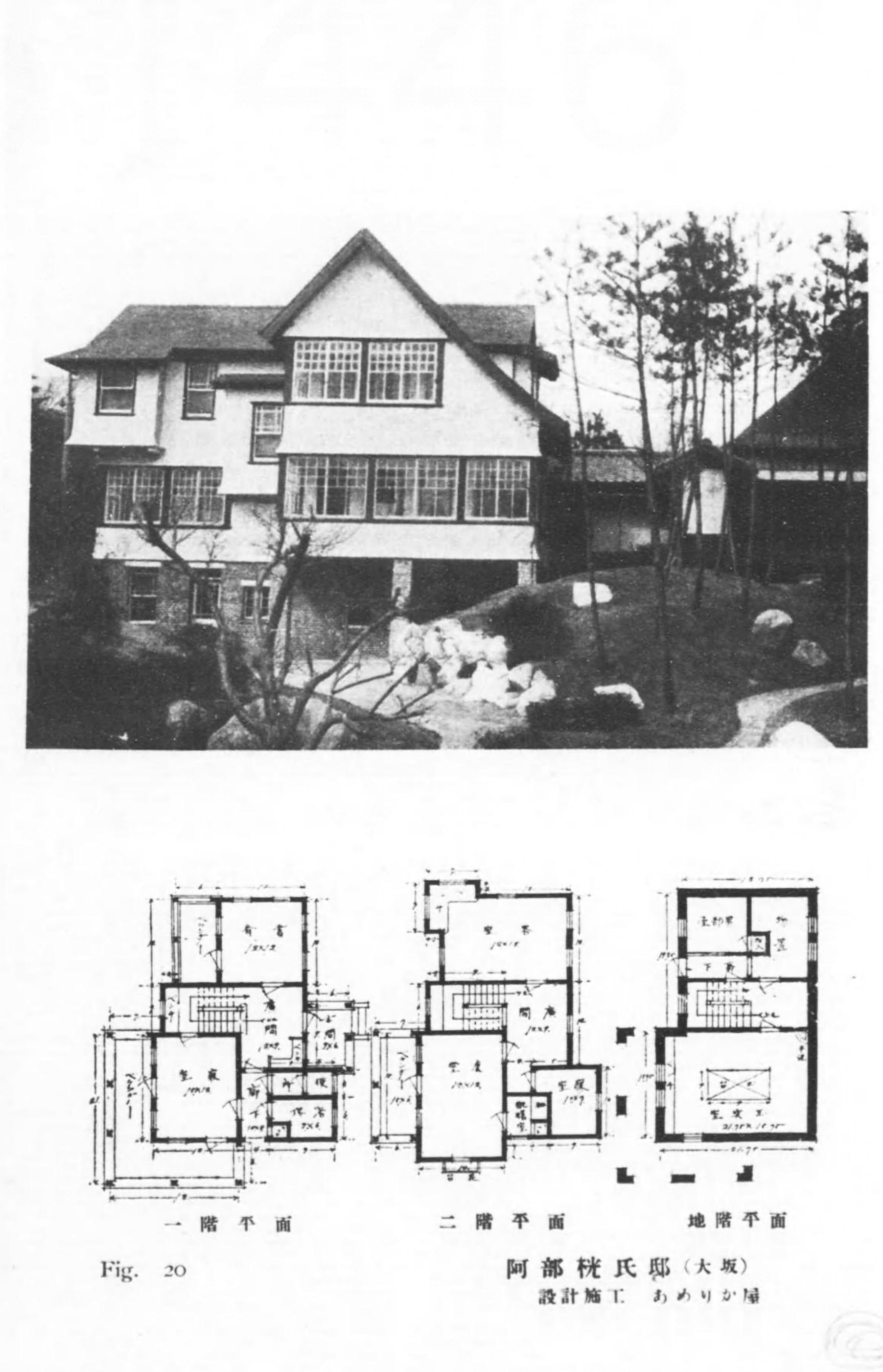
阿部邸（1916年・大正5年紹介）。あめりか屋施工住宅の一例

1909年（明治42年）、橋口信助は、アメリカでカタログ販売されていた組み立て式のバンガローハウスを輸入し、住宅会社のあめりか屋を興した。あめりか屋の住宅は、和風住宅に満足できないながらも上流階級ほど経済的余裕はない中流階級に注目された。橋口が日本に持ち込んだアメリカ式の住宅は、それまで一番重要視されていた接客空間を切り捨て、家族本位の空間である居間を中心に据えたものだった。こうした居間中心型住宅は、中廊下型住宅ほどではなかったものの、家族中心の新しい形式として、若い建築家やインテリの間に普及していった。橋口は1917年（大正6年）、女子教育家の三角錫子とともに住宅改良会を設立した。この団体は、日本の住宅改良を目指して設立されたものとしては最初のものであり、雑誌『住宅』の刊行と、住まいに関する設計競技をおこなった。このような民間の動向に刺激されて、1920年（大正9年）には文部省の外郭団体として生活改善同盟会が発足する。同団体は住宅改善にむけて6つの指針を発表したが、この思想の内容は初田亨いわく「文書として表現された居間中心型平面そのもの」であった。1922年（大正11年）にはこれら文化住宅の展示会として、東京では平和記念東京博覧会、大阪では住宅改造博覧会が開かれた。
1923年（大正12年）の関東大震災は、東京圏の建築に重大な被害をもたらした一方で、RC構造建築の被害は軽微であった。この災害は鉄筋コンクリートの耐震性を証明するものであった。コンクリート塀を「万年塀」と俗称するようになったのもこうした時流の反映であり、鈴木信太郎旧居書斎（1928年・昭和3年）など、個人が私財を投じてRC造建築を建てることも多くなった。1926年（大正15年）から1934年（昭和9年）にかけて、同潤会により復興事業の一環として建設された同潤会アパートも、RC造建築であった。